# Koto Beringin (Tiumang)
Koto Beringin is een bestuurslaag in het regentschap Dharmasraya van de provincie West-Sumatra, Indonesië. Koto Beringin telt 1775 inwoners (volkstelling 2010).